# Cujam
Cujam (omega Herculis) is een ster in het sterrenbeeld Hercules.